# Offiziolo dei Mesi
L'Offiziolo dei Mesi è un libro d'ore del XIV secolo, in particolare un Officium Beatae Mariae Virginis. È conservato nella Biblioteca comunale di Forlì (numero di inventario Ms. 853).
L'opera è di provenienza ferrarese, è scritta in caratteri gotici ed è datata 1385. L'estensore del testo si firma come Bartolomeo. Potrebbe trattarsi di Bartolomeo de' Bartoli, il cui fratello Andrea de' Bartoli, miniatore, potrebbe aver anche curato almeno parte delle illustrazioni.
Il codice è arricchito da varie illustrazioni. Al suo inizio, però, spiccano le raffigurazioni dei mesi, che hanno dato il nome all'intera raccolta. Si tratta di dodici immagini di vita e di lavoro, ciascuna scelta per rappresentare il mese corrispondente.
Sono state proposte diverse attribuzioni: primo fra tutti, Tommaso da Modena, o per l'intera opera o almeno per i mesi; ma anche Niccolò da Bologna.